# Глибока

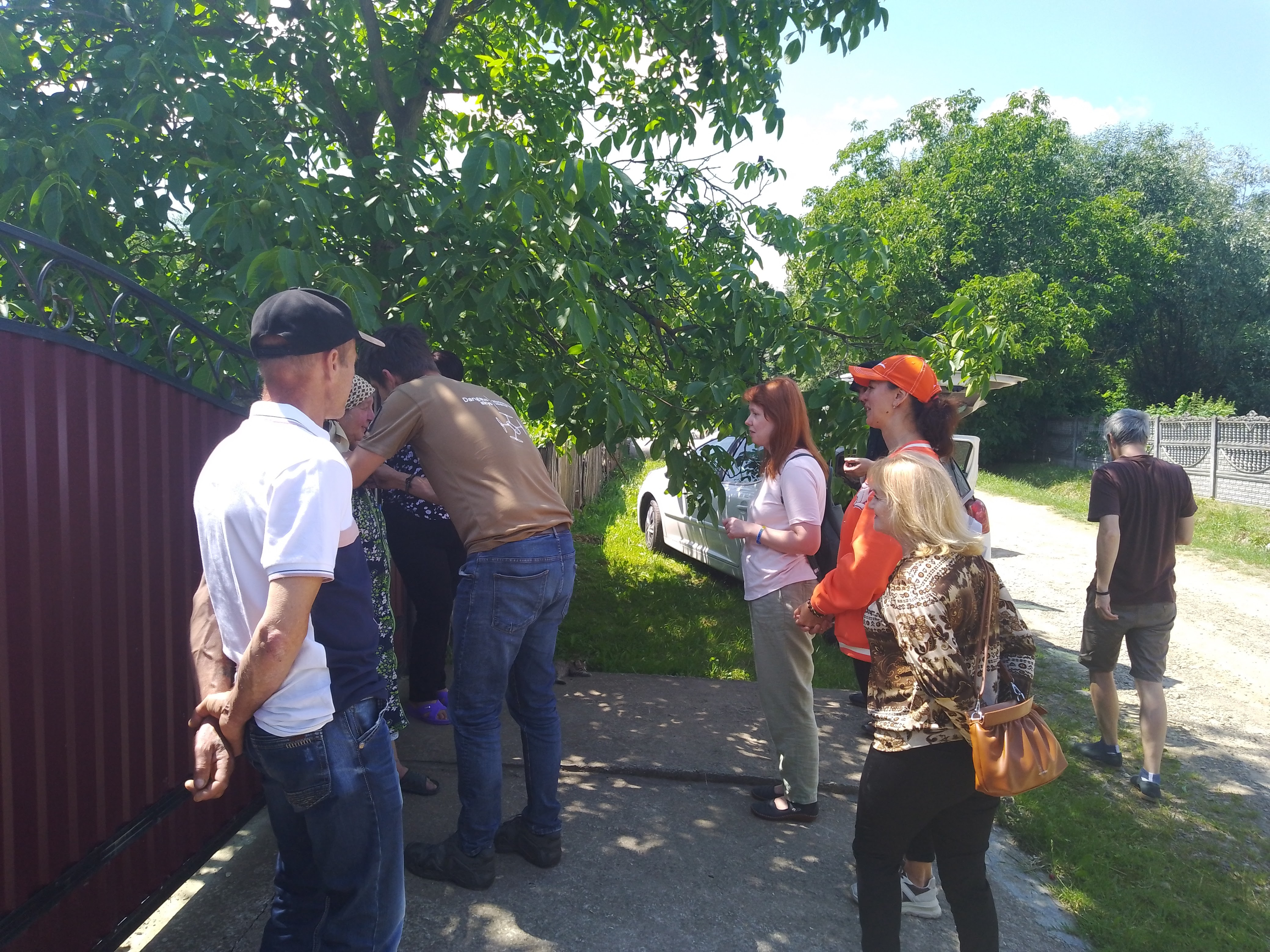
Зйомки фільму "Барс. Незакінчена справа" на вулиці селища

Глибока (в 1919–1940 роках Адинката) — селище (з 1956 року) у Чернівецькій області, центр Глибоцької селищної територіальної громади, Чернівецького району. 

## Географія
Розташована в південно-західній частині області, за 30 км від Чернівців. Через селище проходять автошляхи Т 2605, Т 2607.

## Історія
Територію селища заселено здавна. На високому мисі в урочищі Замчище досліджено рештки глинобитних жител поселення трипільської культури (III тисячоліття до н. е.). В добу раннього заліза (VIII—VII століття до н. е.) на мисі існувало городище з трьома лініями валів та ровів, яке було заселено й в слов'янські часи. 

### У Молдовському князівстві
За літописними даними, у долині, де тепер розташоване селище, на Чорній Поляні в 1359 році молдовське військо здобуло перемогу над поляками. 
Перша письмова згадка про Глибоку датована 1438 роком. Вона подана, як запустіла місцевість на «Чорній Поляні», а в грамоті цього ж року молдовський господар Ілля I наділив місцевістю під назвою Глибока придворного суддю Петра Гудиму. Напевно, тоді і виникло село Глибока, назва якого походить від місця його розташування — селище лежить у глибокій улоговині.
1490 року в літописах згадується про те, що церква Глибокої увійшла до Радівецької єпархії, а в 1491 році молдовський господар Штефан ІІІ своєю грамотою ствердив передачу села Глибока придворному Юдці. Протягом довгого часу Глибока зі своїми землями і угіддями була власністю феодалів і монастирів, а поселення пребувало в особистій залежності від них. Феодальний гніт посилювався національним поневоленням.
Про багаторічну боротьбу проти османського гніту в народі існує чимало переказів. В одному з них розповідається, що в 1621 році козацький загін, очолений Миколою Мельником, разом з селянами Глибокої довгий час захищав Замчище від османів. Пізніше їм удалося вийти з нерівного бою без особливих втрат.

### Під австрійською короною

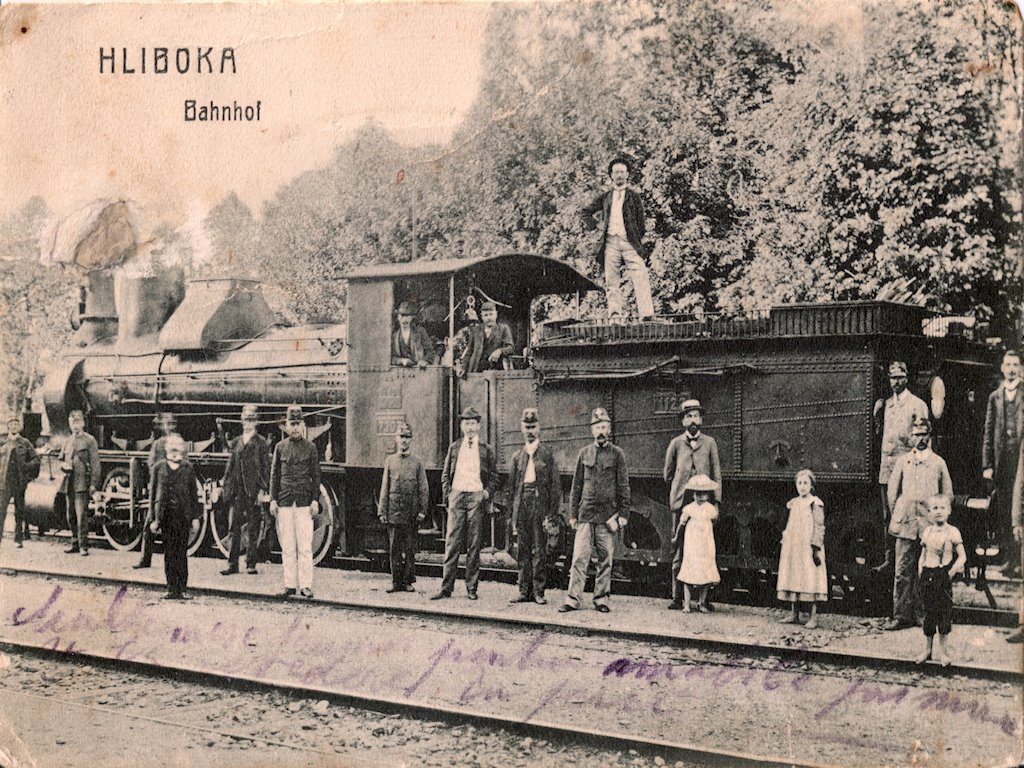
Потяг на станції Глибока-Буковинська

В 1774 році Глибока, як і вся Буковина, перейшла від Османської імперії під владу Габсбурзької монархії. На цей час в Глибоці проживало близько 30 сімей. Село як і раніше часто перепродувалося поміщиками. Селяни ж при цьому залишалися в особистій залежності від панів, відробляли на їх користь панщину та інші феодальні повинності. Зокрема, в 1782 році кожний селянин мусив здати протягом року десяту частину врожаю, одну курку, міток пряжі та відробити 34 дні панщини. Кріпаки зобов'язані були також збирати для поміщика сіно, своїм тяглом орати землю, по одному дню весною і восени відробляти кіньми на різних роботах, ремонтувати панські будівлі, привозити врожай з панського поля. Щоб виконати всі ці повинності, селянам фактично треба було працювати не 34 дні, а майже втроє більше.
У 1812 році власник Глибокої здав село в оренду Івоніці Вітану, який примушував селян виконувати надмірну панщину, бив їх, загарбав 12 фальч орної землі і 10 пражин общинних пасовиськ. 1814 року за відмовлення виконувати додаткову панщину на молотьбі були жорстоко побиті 11 селян. Тоді втекло до Молдовського князівства 18 сімей. За даними подвірних книг, у 1815 році в Глибоці був 131 двір, з них 13 пустувало, бо господарі залишили село через непосильні побори та утиски.
У 1834 році з 110 селянських господарств 41 мало від 9 до 15 фальч землі, 20 — від 5 до 9, 22 — від 1 до 5 і 27 господарств халупників мали менше, ніж по 1 фальчі землі. Із загальної площі землі общинного користування третина була під луками та пасовиськами, якими ще з 1786 року селяни користувалися спільно з поміщиком. Проте поміщики завжди намагалися привласнити ці землі. Наприклад, у 1823 році поміщик Михайло фон Туркул привласнив їх, хоч судові та адміністративні органи формально визнали належність цих земель сільській общині і зобов'язували його повернути їх селянам. Господар маєтку 1840 року захопив, а в 1856 році разом з маєтком продав і селянські землі. Незважаючи на скарги і протести селян, новий власник здав ці землі в оренду німецьким колоністам.
Зневірившись у можливості повернути загарбані землі за допомогою урядових органів, селяни самовільно повернули їх для випасу худоби. Крайове управління розцінило цей вчинок як бунтарський, і на вимогу поміщика в Глибоку прибули солдати і офіцери, які суворо розправилися з селянами і повернули землю поміщикові. Обурливість і облудність цього вчинку властей, ще й в тому, що на селян поклали витрати на утримання карателів.
Не допомогла селянам і їхня скарга імператорові Францу Йосифу I (13 серпня 1862 року). Землемір, який прибув у село, щоб розмежувати селянські і поміщицькі землі, поділив їх так, що селяни остаточно позбавились права на пасовиська, за які вони боролись протягом майже 50 років. Щоб надати цьому акту вигляду законності, крайова рада зобов'язала поміщика дати за захоплені селянські землі жалюгідний викуп.

Після реформи 1848 року, селяни Глибоки змушені були викуповувати свої землі. Лише у другій половині XIX ст. після відміни панщини виникли сприятливі умови для економічного розвитку краю. 1857 року в селищі будується спиртовий завод, а в 1869 році починається будівництво залізниці Чернівці — Вадул Сирет — Сучава — відтинку Львівсько-Чернівецько-Ясської залізниці, яка пройшла через Глибоку. В 1883 році відкрита станція Глибока-Буковинська. 

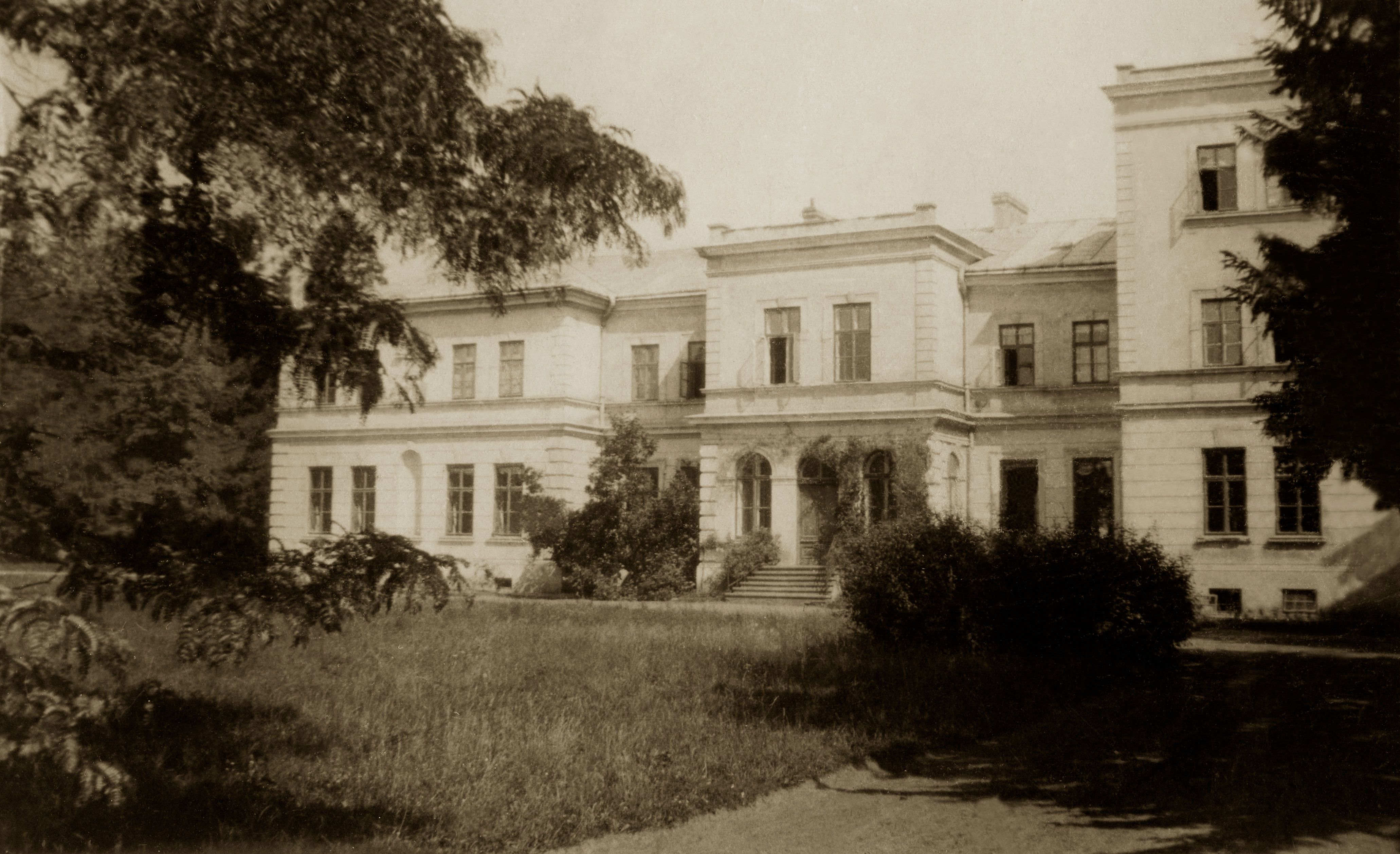
Маєток Скібневського,1925 р.

У 1871 році було відкрито початкову школу для хлопчиків. Викладання велося на німецькій мові. З 1902 року до школи почали приймати дівчаток. Будівля школи була одноповерховою, у ній було 5 класних приміщень. З 1905 року в Глибоцькій школі став працювати С. І. Канюк. Він проводив широку культурно-освітню роботу серед населення. В 1918 році С. І. Канюк був обраний почесним громадянином Глибокої. В 1910 році мешканці села звернулися до інспектора шкіл Сторожинецького повіту з протестом, що школі не приділяється будь-якої уваги, що вони онімечуються або румунізуються, бо вчителями працюють люди, які вороже ставляться до українського народу і не знають української мови. У 1913 році було відкрито клас в якому навчання велося українською мовою.

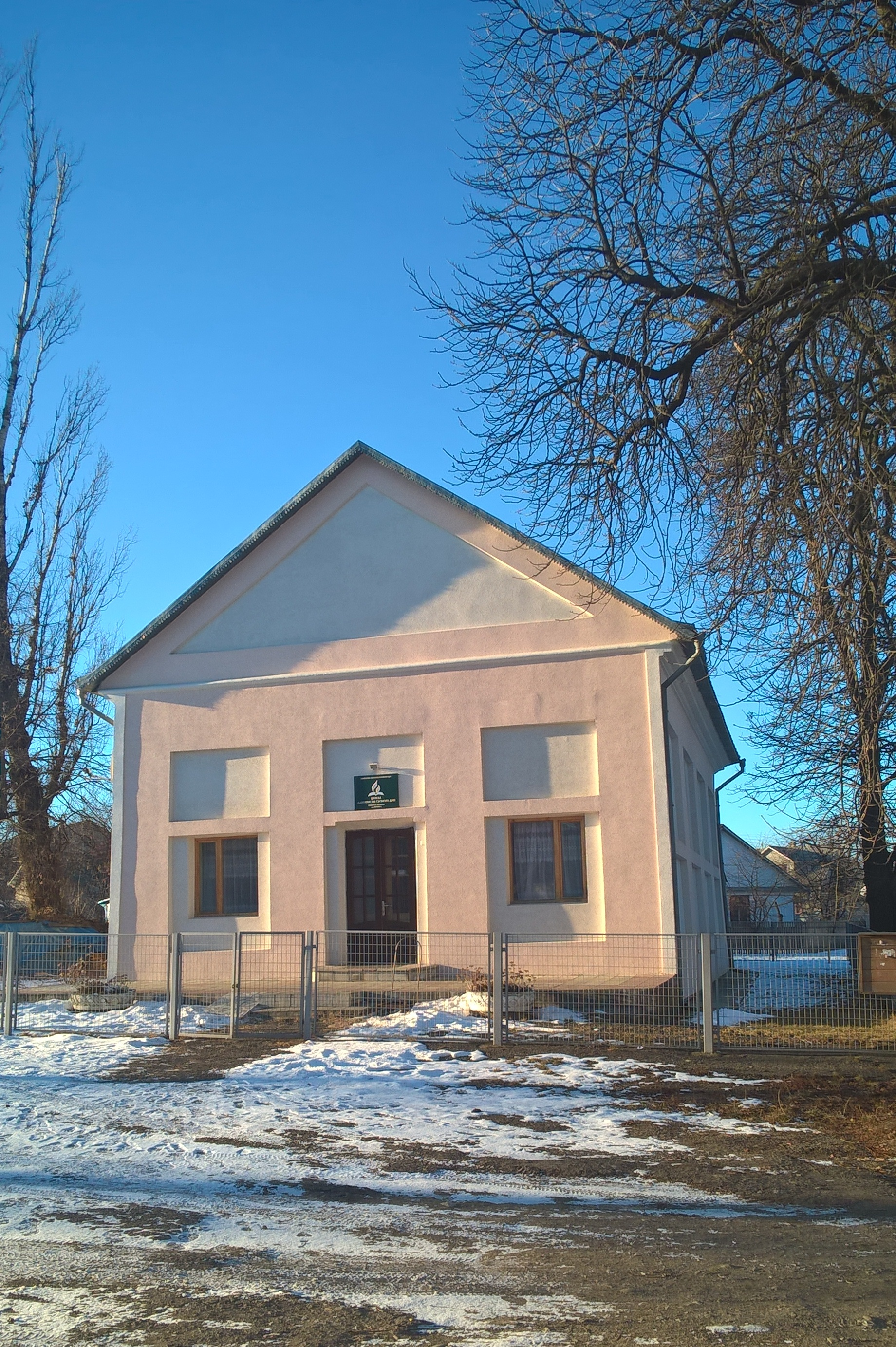
Церква Християн Адвентистів Сьомого Дня, 2016 р. (колишня німецька кірха)

Активізувалися економічні зв'язки, чому сприяли також недільні ярмарки, що почали проводитися в Глибокій з 1887 року. Торгували хлібом, овочами, сільськогосподарським інвентарем та знаряддям праці, кустарними виробами. На початку 1900 року в селі було 47 ремісників і 43 торговці. З розвитком промислових, ремісничих та кустарних підприємств зростало число робітників. Найбільше найманих робітників працювало в поміщика Скібневського та колоніста Мора.

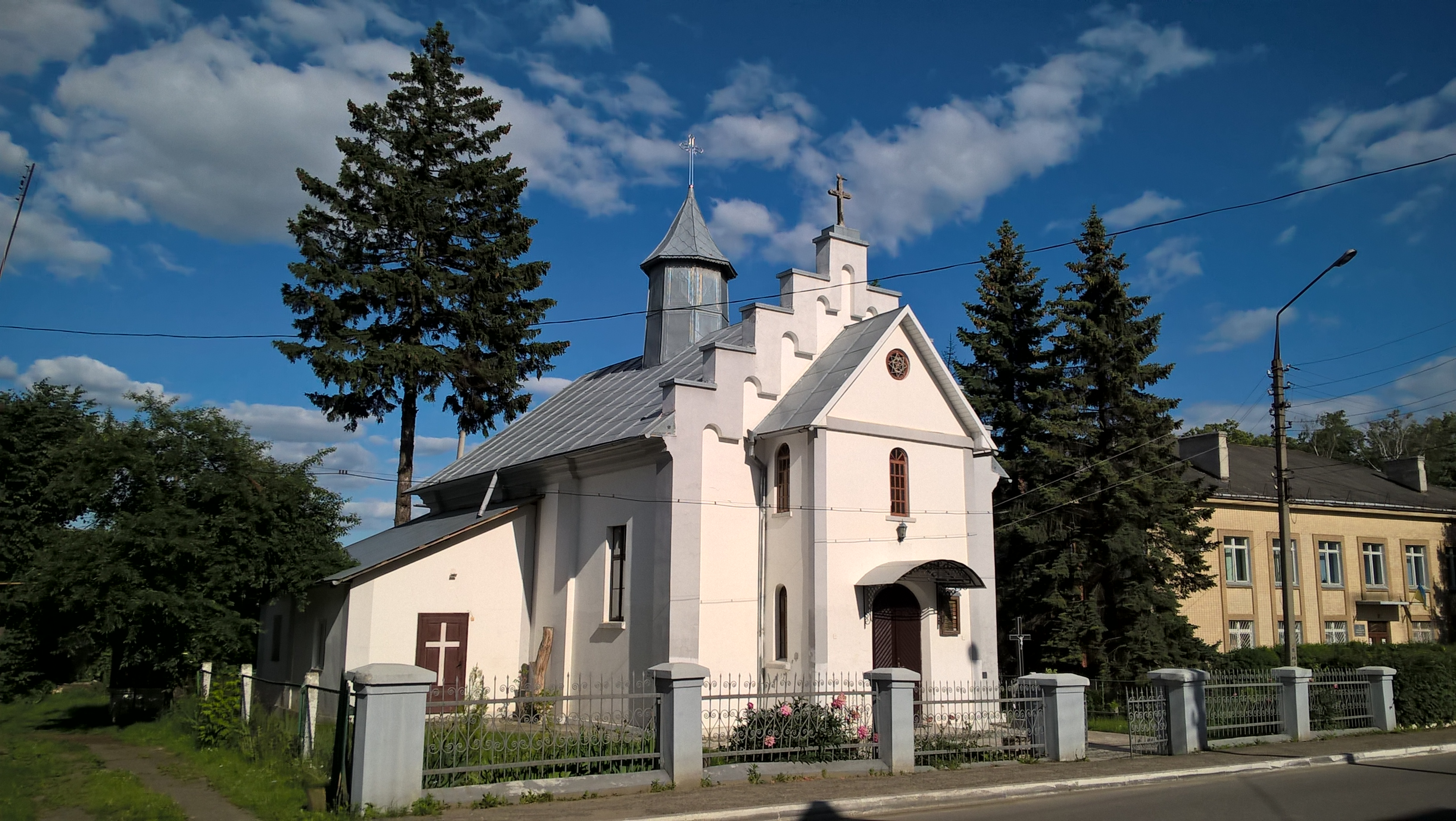
Римо-католицький костел Матері Божої Страждольної, 2016 р.

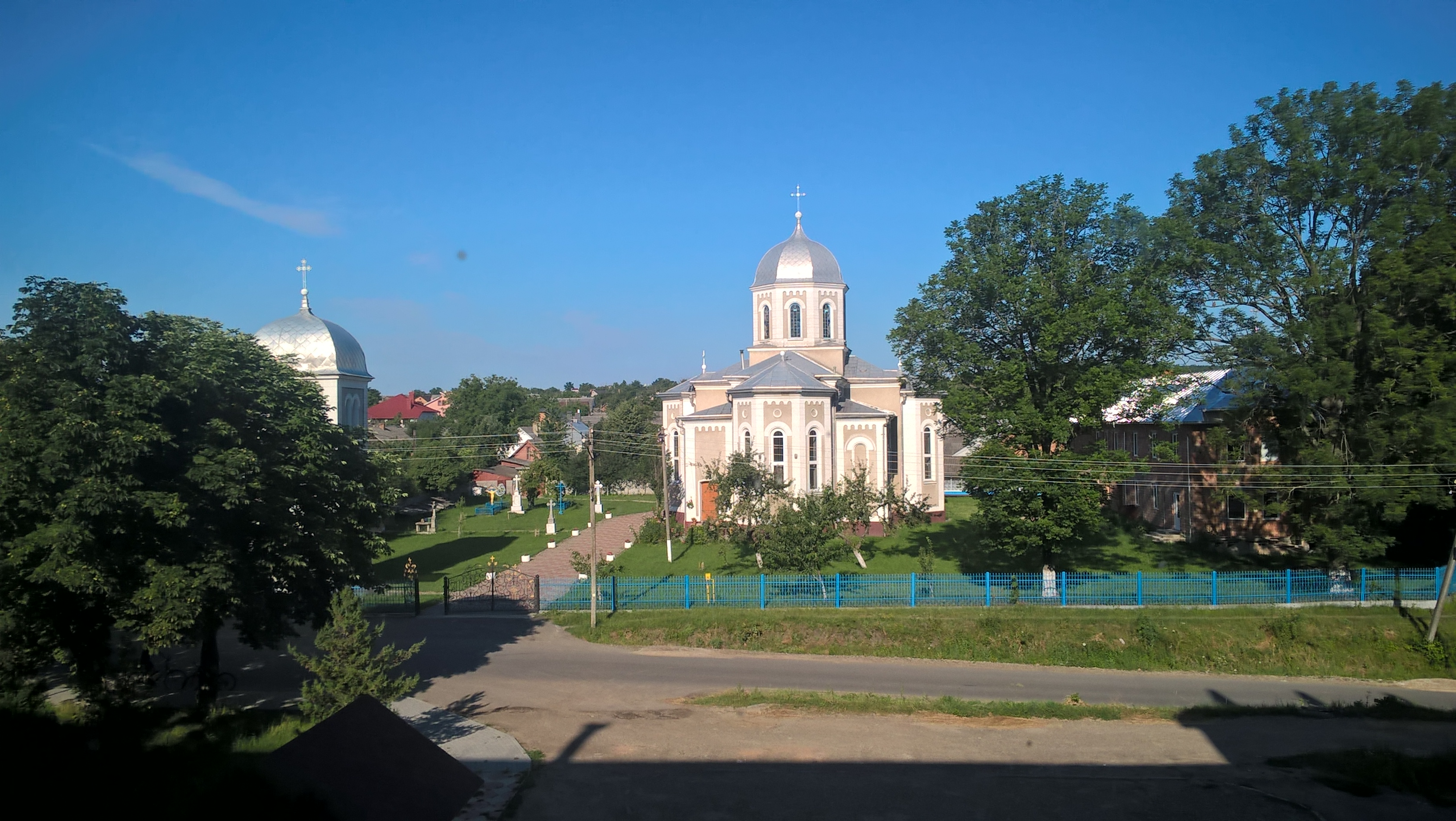
Храм Покрови Пресвятої Богородиці, 2016 р.

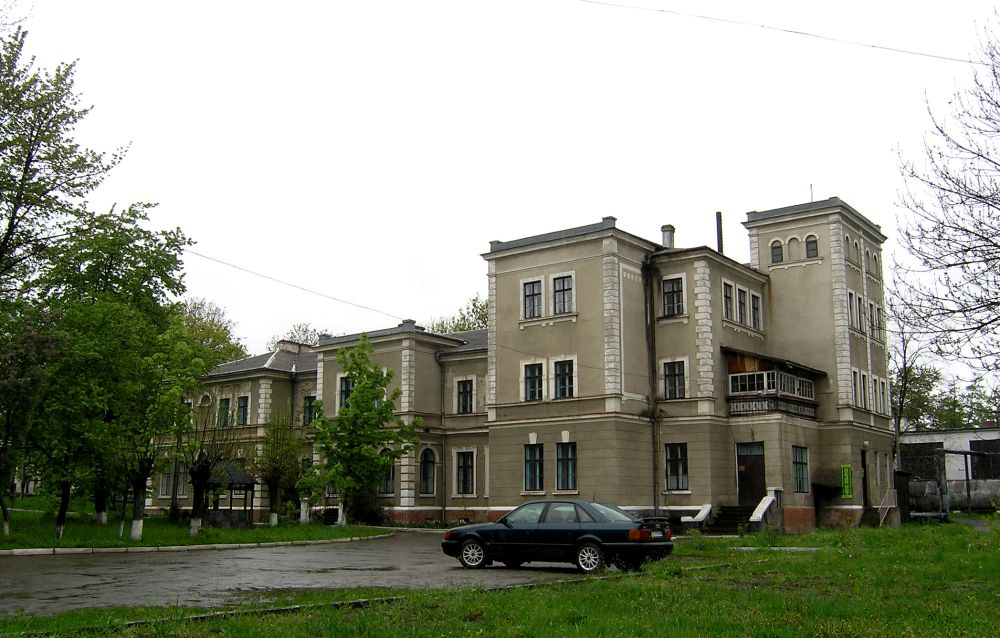
Нині педіатричне відділення Глибоцької ЦРКЛ, 2008 р.

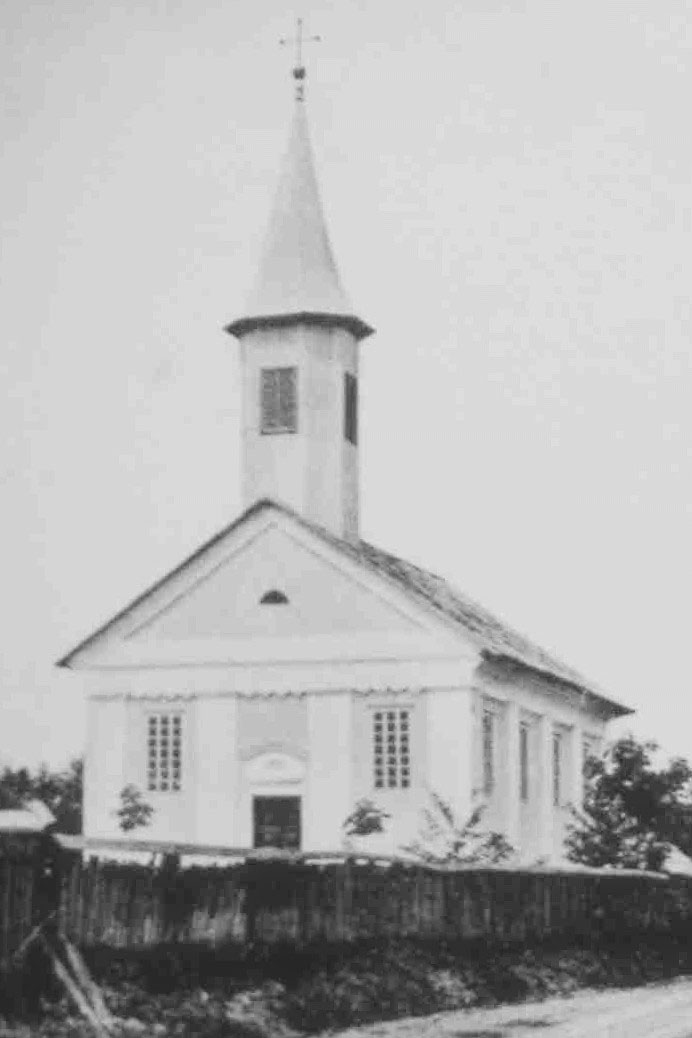
Німецька кірха

За переписом 1900 року в селі Глибока Серетського повіту був 861 будинок, проживали 4429 мешканців: 3184 українці, 227 румунів, 499 німців, 307 євреїв, 207 поляків і 5 осіб інших національностей.
Літом 1906 року за допомогою пана Александра Скібневського був побудований та освячений римо-католицький костел Успіння Пресвятої Діви Марії (Матері Божої Страждальної). В 1909 році було завершене будівництво православної церкви Покрови Пресвятої Богородиці.
За переписом 1910 року в Глибоці нараховувалося 5549 осіб, з них українців — 3400, поляків — 641, румунів — 601, німців — 485, євреїв — 401, інших національностей — 21 чоловік. Переважна більшість селян займалася сільським господарством. Злидні гнали збіднілих і безправних селян у далекі краї. В пошуках шматка хліба тільки протягом 1913 року з Глибокої емігрувало до Канади 193 особи.

### Під румунською окупацією
У листопаді 1918 року Глибока була окупована Румунією, тоді її перейменували на Адинкату. Була заборонена українська мова, навчання велося румунською. Серед солдатів 113-го полку, які повстали проти окупантів, були і мешканці Глибокої: М. Букатар, Д. Ткачук, Г. Визнюк, В. Кирилюк, М. А. Максимюк, М. Н. Максимюк, М. Майщук та інші. Коли одна з колон цього полку вирушила залізничним ешелоном із станції Градіна-Публіке на станцію Адинката, румунське військове командування віддало наказ пустити під укіс поїзд з повсталими солдатами. Але залізничники Адинкати відмовились виконати цей наказ і солідаризувалися з солдатами.
Примарем Глибокої став учитель Стефан Аврам, який був типовим румунським адміністратором. Він здавав в оренду общинні землі, привласнюючи собі більшу частину плати. Не на поліпшення економічного становища селян була спрямована реформа, яку румунський уряд почав проводити 1921 року. Трьом глибоцьким поміщикам і церкві в цей час стало належати 2660 га землі, а 1050 селянських господарств володіли тільки 1000 га.

### Під Радянською окупацією
28 червня 1940 року Глибока ввійшла до УРСР. Цього дня у Глибокій відбувся багатолюдний мітинг. Відразу ж в селі була створена Рада депутатів трудящих. Головою її став Нестор Андрійович Ткачук, заступником — В. М. Равлюк, секретарем — А. М. Лютик і членами Ради були — А. П. Крючко, Ф. К. Маслюк, А. М. Бочар та інші.
5 липня 1940 року створено Краснодубровську волость з центром в Глибоці. До її складу ввійшло 36 населених пунктів, які підпорядковувались 25 сільським радам. Восени цього ж року Краснодубровську волость було перейменовано на Глибоцький район. Першим сільським головою був призначений місцевий мешканець Нестор Ткачук.
З перших годин Радянсько-німецької війни на території Глибоцького району розгорнулися жорстокі бої. Після запеклих боїв радянські війська в ніч на 5 липня 1941 року залишили Глибоку. Німецько-румунські загарбники, зайнявши Глибоку, встановили в селі жорстокий окупаційний режим.
8 квітня 1944 року Глибока була зайнята радянськими військами. Поволі відроджувалося зруйноване господарство. Вже в 1944 році мешканці села отримали кредит від держави на суму 70 тис. карбованців на придбання худоби та сільськогосподарського реманенту. Почали працювати спиртовий і бочко-тарний заводи, млин, залізнична станція, райпромкомбінат, харчокомбінат і промислові артілі «Вільна праця» та «Новий шлях».
З 8 січня 1945 року виходить районна газета «Новий день».
В 1947 році почали працювати маслозавод, побутовий комбінат та друкарня. В 1948 році організований перший колгосп. В 1952 році введена в дію електростанція райкомунгоспу, а в 1955 році колгосп одержав електроенергію від Кам'янської державної електростанції. 
З 1953 року діє Будинок творчості дітей та юнацтва.
В 1956 році Глибока була переведена до категорії селища міського типу.
З липня 1959 року по липень 1992 року до складу Глибоцької селищної ради входить село Димка.
У 1983-87 рр. прийняла перших пацієнтів нова лікарня.

### У Незалежній Україні
З 24 серпня 1991 року селище входить до складу незалежної України.
24 липня 2018 року у Глибокій освячено новозбудований храм УПЦ КП на честь рівноапостольної княгині Ольги.

## Населення
Чисельність населення станом на 1 січня 2024 року складало 8226 осіб (без урахування ВПО).

### Мова
Розподіл населення за рідною мовою за даними перепису 2001 року:
| Мова            | Кількість | Відсоток |
| --------------- | --------- | -------- |
| українська      | 7723      | 84.64%   |
| румунська       | 1109      | 12.15%   |
| російська       | 271       | 2.98%    |
| польська        | 7         | 0.07%    |
| білоруська      | 6         | 0.07%    |
| угорська        | 1         | 0.01%    |
| німецька        | 1         | 0.01%    |
| інші/не вказали | 6         | 0.07%    |
| Усього          | 9124      | 100%     |

## Культура
Глибока славиться своїми талантами далеко за межами селища, району, області. Зокрема, народний танцювальний колектив «Ізвораш», який очолює заслужений працівник культури Нагірний Георгій Іванович відомий далеко за межами України.
У червні 2023 року в селищі відбувалися зйомки фільму «Барс. Незакінчена справа» (режисер Марія Яремчук, продюсер Володимир Ханас).

## Визначні місця
- Окрасою селища є центральний майдан, який обрамляють високі світлі будівлі, що надають Глибоці міського вигляду.
- На майдані знаходиться пам'ятник Тарасу Шевченку, а поряд у скверику біля кінотеатру пам'ятник воїнам-афганцям.
- На місці «Народного дому» — пам'ятник Борцям за волю України.Глибоцька центральна районна бібліотека
- Глибоцький парк.

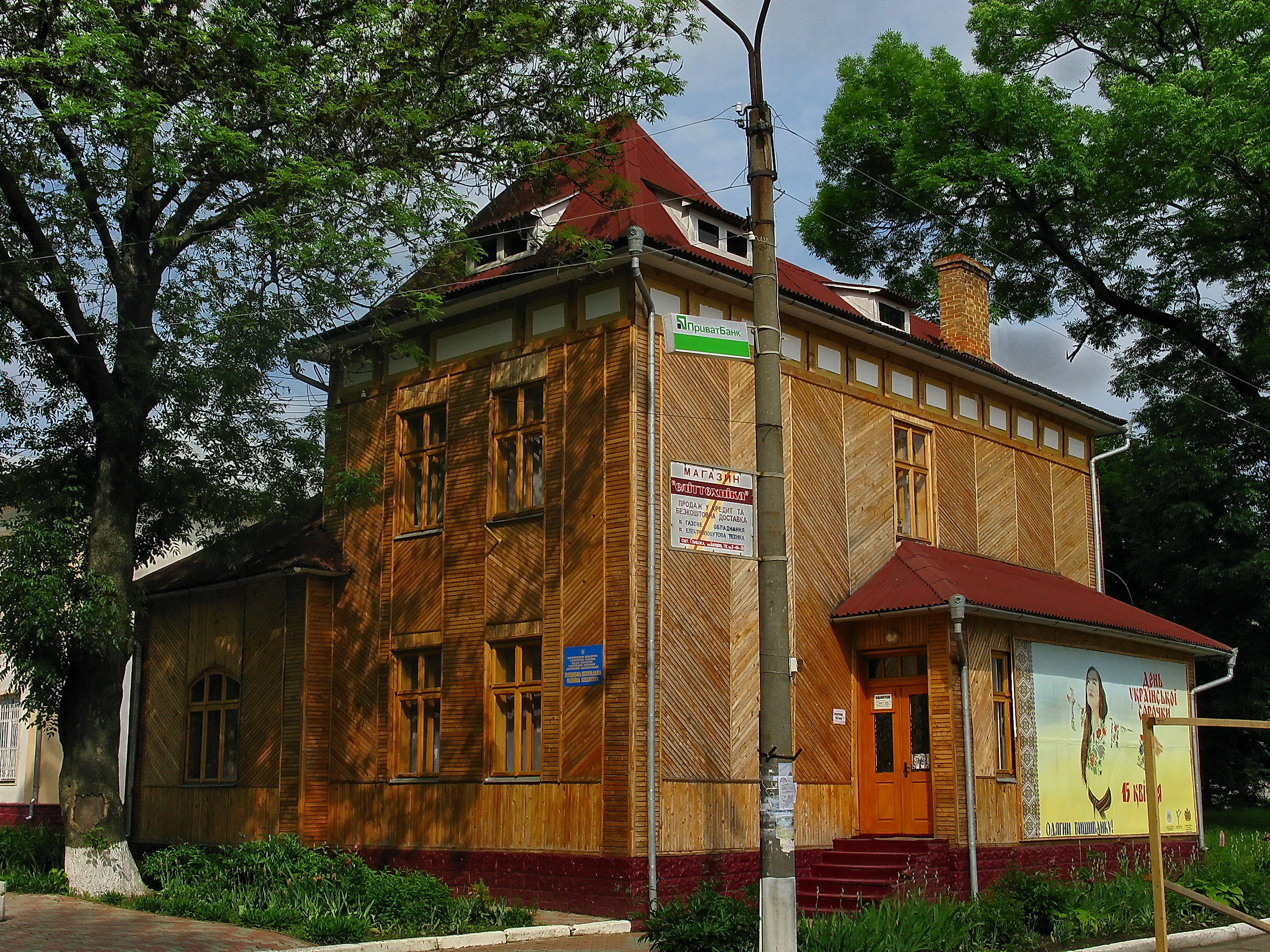
Глибоцька центральна районна бібліотека

- У селищі знаходиться півонієве поле — воно найбільше в Україні. Це єдина в Україні локація, на якій одночасно розквітають 5000 кущів 150 сортів півоній з усього світу.[9]

## Відомі люди
З селища вийшло досить багато відомих людей:
- Анна-Дарія Андрусяк — заслужена артистка України (2002), режисер.[10]
- Домка Ботушанська (1912—1994) — українська поетеса та художниця.[11]
- Бауер Микола— український військовослужбовець, учасник російсько-української війни[12].
- Биховець Олександр — український військовослужбовець, учасник російсько-української війни[13].
- Роман Ванзуряк — народний депутат України 7-го скликання, голова Чернівецької ОДА (21 березня 2014 — 29 жовтня 2014).
- Міхай Івенческу (рум. Mihai Ivăncescu) — румунський футболіст, гравець національної збірної Румунії, учасник ЧС-1970.
- Ярема Канюк (1909—1933) — український публіцист та поет. Син Сергія Канюка, онук Зиновії Канюк.[14]
- Краснян Валерій Іванович (1971—2022)— український доброволець, кіборг, один із символів боротьби за Донецький аеропорт, військовослужбовець 107 ОБрТрО Збройних сил України, учасник російсько-української війни[15].
- Куций Іван Русланович (2002—2022) — солдат Військово-Морських сил Збройних Сил України, учасник російсько-української війни, що загинув у ході російського вторгнення в Україну в 2022 році.
- Дмитро Лях — український футболіст, півзахисник.
- Іларій Окуневський (*1832, Глибока — †1896, Чернівці) — український громадський діяч на Буковині кінця ХІХ ст.